# Kakuru
Genre
Espèce
Kakuru (prononcer: « ka-Kou-rou », qui signifie « serpent arc-en-ciel ») était un dinosaure du début du Crétacé. C'est un Maniraptoriforme incertae sedis. On pense qu'il était carnivore, bipède et faisait 2,4 m de long. Il est connu principalement à partir d'un tibia fossilisé de la patte droite, cassé en deux morceaux (mesurant 215 mm et 108 mm). Le tibia a été acheté dans  un magasin de gemme en 1973 par Neville Pledge et est resté dans des mains privées pendant 30 ans, jusqu'à être acheté par le musée d'Australie-Méridionale pour 22 000 $ en 2004. Le fossile a été trouvé à Andamooka, Australie du Sud. Il doit son nom à un rare processus de fossilisation qui a transformé son os en opale. En effet kakuru signifie serpent arc-en-ciel selon une légende aborigène. Kujani est un autre nom de la tribu Guyani.
- Époque : Crétacé inférieur (Aptien)
- Taille : 1,5 à 2,5 m de long
- Habitat : Australie
- Régime alimentaire : carnivore ?